# Aphanius saourensis
Aphanius saourensis es una especie de pez de la familia de los ciprinodóntidos en el orden de los ciprinodontiformes.

## Morfología
Los machos pueden alcanzar los 3,2 cm de longitud total.

## Distribución geográfica
Se encuentran en África: Argelia.